# Ziemia Zakazana
Ziemia Zakazana – polska grupa muzyczna wykonująca muzykę z zakresu metalu oraz rocka. Powstała 15 marca 2013 roku w Lesznie z inicjatywy gitarzysty Macieja Rosika, basisty Kacpra Brzeskota, perkusisty Szymona Wawrockiego oraz byłego wokalisty grupy Symetria Grzegorza Żygonia.

## Historia

### 2007–2013
Oficjalnie grupa powstała w 2013 roku w Lesznie, z inicjatywy 19-letniego gitarzysty Macieja Rosika, 20-letniego Kacpra Brzeskota grającego na basie, 18-letniego Szymona Wawrockiego grającego na perkusji i 26-letniego wokalisty Grzegorza Żygonia.
Maciej i Kacper poznali się w 2007 roku, gdy jako dzieci zafascynowani muzyką takich grup jak Metallica, Led Zeppelin oraz Black Label Society z gatunku rock i heavy metal zaprzyjaźnili się, marząc o stworzeniu grupy. Pierwsze próby zespołu odbywały się w garażu Szymona. Wówczas zespół grał pod nazwą Magnetyk i słabo funkcjonował na polskim rynku. Zespół nagrał płytę demo, która nie ujrzała nigdy światła dziennego. Mimo młodego wieku Maciej Rosik traktował zespół bardzo poważnie i miał duże ambicje na osiąganie sukcesów z zespołem. W tym samym czasie Grzesiek Żygoń odnosił sukcesy na polskim rynku z zespołem Symetria. Wystąpił między innymi jako support przed legendarnym zespołem Guns N' Roses. Grzesiek żyjący w zupełnie innym klimacie i rejonie Polski koncertował po całym kraju i rozwijał swoją karierę. Symetria jednak rozpadła się w lipcu 2012 roku. Maciej Rosik dowiedział się o tym i dzięki swojemu uporowi ściągnął Grześka do Leszna na próbę zespołu. 15 marca 2013 odbyło się ich pierwsze spotkanie i narodziła się Ziemia Zakazana.

### 2013–2015
Po dołączeniu Grześka do grupy zespół rozpoczął nowy etap. Zagrali wiele koncertów jako główny support zespołu Hunter. Otworzyli festiwal Metalfest. Wygrali wiele przeglądów i festiwali. W końcu zostali zaproszeni na WOŚP 2014 do miasta Hull w Anglii. Następnie zespół został wybrany na support zespołu Lady Pank. Zagrali wspólny koncert w Londynie dla Polonii. Ziemia Zakazana została znakomicie przyjęta w londyńskiej hali IndigO2. W tym czasie pojawiło się pierwsze demo EP 13, a wraz z nim 3 teledyski, których realizacją zajęła się leszczyńska grupa filmowa Studio Kaloryfer. Nagranie zawierało 5 utworów. Zrealizowane w krakowskim studio RapidFire Studio. Miksem dema zajął się Tomasz Zed Zalewski. Ep 13 zostało znakomicie przyjęte przez fanów, którzy od razu zaczęli domagać się pełnej płyty. Zespół w maju wszedł do studia, aby nagrać pierwszy album pod okiem realizatora Filipa Heinricha Hałuchy. Sound Division Studio wydaje się być najodpowiedniejszym wyborem dla heavymetalowej grupy. 10 kwietnia 2015 roku album pt. „Nieśmiertelność” wydany za pośrednictwem wytwórni Fonografika trafił do oficjalnej sprzedaży. Krążek zawiera 12 utworów. Premierze towarzyszyło wypuszczenie teledysku do utworu „Poza ciałem” i promocyjna trasa koncertowa.

### 2016
Rok rozpoczął się wielkim sukcesem - portal DeathMagnetic.pl wyróżnił Ziemię Zakazaną w kategorii Płyta Roku 2015-Polska. Niestety w międzyczasie doszło do licznych konfliktów i rozłamu wewnątrz kapeli, czego skutkiem było odejście wokalisty Grzegorza Żygonia. Niedługo po tym zdarzeniu zespół zdecydował się opuścić również basista Kacper Brzeskot. Gitarzysta Maciej Rosik z perkusistą Szymonem Wawrockim postanowili nie zaprzepaścić dorobku artystycznego, podźwignęli się i pełną parą ruszyli do pracy wraz z odnowionym składem. Muzycy nie zwalniają tempa i oprócz tworzenia utworów na nową płytę mają w planach kolejne koncerty.
Więcej szczegółów wkrótce.

## Dyskografia

### Albumy studyjne
- Nieśmiertelność[1] (2015)
- Cztery Ściany Absurdu[2] (2017)

### Extended Plays
- EP 13” (2013)

### Wideoklipy
- 2013 „Dla Was piekło” (EP 13')[3]
- 2013 „Inny” (EP 13')[4]
- 2013 „Bezimienni” (EP 13')[5]
- 2014 „System Wasz” (Nieśmiertelność)[6]
- 2016 „Cztery Ściany Absurdu” (Cztery Ściany Absurdu)[7]
- 2016 „Lepszy” (Cztery Ściany Absurdu)[8]

### Single
- 2016 „Modlitwa II”

## Muzycy

### Obecni członkowie
- Maciej Rosik Mr.Sick – gitara
- Szymon Wawrocki – perkusja
- Damian Kikoła – wokal
- Paweł Dudziak – gitara basowa

### Byli członkowie
- Grzegorz „Szaman” Żygoń – śpiew (od 2013 do 2015)
- Kacper Brzeskot – gitara basowa (do 2015)